# Hampton Morris
Hampton Miller Morris (Marietta, 17 de fevereiro de 2004) é um halterofilista estadunidense, medalhista olímpico.

## Carreira
Morris ganhou a medalha de ouro no evento masculino de 61 kg no Campeonato Pan-Americano de Halterofilismo de 2021, realizado em Guayaquil, Equador. Ele ganhou a medalha de prata em seu evento nos Jogos Pan-Americanos Júnior de 2021, realizados na Colômbia. Morris também foi um dos porta-bandeiras dos Estados Unidos durante a cerimônia de abertura.
Morris ganhou a medalha de ouro no evento masculino de 61 kg no Campeonato Mundial Júnior de Halterofilismo de 2022, realizado em Heraclião, Grécia. Levantar 160 kg no Arremesso também foi um recorde mundial júnior.
Ele ganhou a medalha de ouro em seu evento no Campeonato Pan-Americano de Halterofilismo de 2022, realizado em Bogotá, Colômbia. Morris também estabeleceu um novo recorde mundial júnior de 162 kg no arremesso. Ele melhorou esse recorde para 163 kg no Campeonato Pan-Americano de Halterofilismo Júnior de 2022, realizado em Lima, Peru.
Morris competiu no evento masculino de 61  kg no Campeonato Mundial de Halterofilismo de 2022, realizado em Bogotá, Colômbia. Ele ganhou a medalha de ouro em seu evento no Campeonato Pan-Americano de Halterofilismo de 2023, realizado em Bariloche, Argentina. Ele também ganhou a medalha de ouro nos eventos Snatch e Clean & Jerk. Em 6 de setembro de 2023, Morris ganhou a medalha de ouro no arremesso no Campeonato Mundial de Halterofilismo de 2023, na categoria 61 kg masculino, tornando-se o primeiro americano a ganhar uma medalha de ouro em um Campeonato Mundial desde 1972.
Em 7 de agosto de 2024, Morris se tornou o primeiro levantador de peso masculino dos EUA a ganhar uma medalha olímpica desde 1984, com seu bronze no evento masculino de 61 kg nas Olimpíadas de Verão de 2024 em Paris, França.